# Herbert Louis Mason
Herbert Louis Mason (Fond du Lac, Wisconsin, 3 de gener del 1896 - 26 de març del 1994) va ser un botànic estatunidenc, professor i director de l'herbari de la universitat de Califòrnia.

## Biografia
El seu interès per la botànica s'originà en l'afició que la seva mare tenia per la jardineria i l'educació informal que en rebé. Entrà a la universitat Stanford i, després d'un parèntesi per la primera guerra mundial, s'hi titulà el 1921. Obtingué el M.A. a Berkeley el 1923. En el període 1923-1925 es dedicà a l'ensenyament al Mills College, i als estius treballà per la Carnegie Institution of Washington, primer ajudant Frederic E. Clements, i més tard fent-ho amb R.E.Chaney en la cerca de fòssils a Oregon.
Entrà en el Departament de Botànica a Berkeley l'any 1925, i hi romangué fins a jubilar-s'hi el 1963 (els darrers trenta-dos anys com a professor de botànica i director de l'herbari). S'incorporà inicialment com a associat del "W. L. Jepson's Phenogamic Laboratory", on substituïa el professor Jepson quan la salut estantissa d'aquest ho demanava. L'any 1932 presentà la seva tesi sobre paleobotànica del Terciari Americà occidental, i a l'any següent va ser nomenat instructor i conservador de l'herbari. El 1934 ascendí a professor ajudant i conservador associat i, posteriorment va ser nomenat professor associat i conservador (1938). Assolí els càrrecs de professor i director el 1941, i els retingué fins al 1963, quan n'esdevingué emèrit en jubilar-se.
Publicà gran nombre d'articles en solitari, o conjuntament amb Chaney, sobre les coníferes de l'Amèrica occidental en el Terciari. També tingué un gran coneixement de la flora contemporània de l'Amèrica occidental. La seva obra taxonòmica més important, en col·laboració amb Alva Day Grant, va ser la part de la família Polemoniaceae en el llibre Illustrated Flora of the Pacific States de Le Roy Abrams, Stanford: Stanford University Press, 1923-1951. Encara que es considerava taxonomista, Mason estava més interessat en els temes de la distribució i l'evolució de les plantes, actuals i pretèrites, que en classificar-les, i n'estudià especialment els factors ambientals, com la composició del sòl, en llur desenvolupament -o no-. La Divisió Estatal de Caça i Pesca de Califòrnia li encarregà un estudi botànic de les terres humides de l'estat; la feina, que executaren Mason i els seus alumnes graduats culminà amb la publicació de A Flora of the Marshes of California, la seva obra més coneguda de llarg (Berkeley: University of California Press, 1957 ISBN 978-0520014336).
Al llarg de la seva carrera, però especialment en les seves darreries, Mason s'interessà en diverses qüestions de tipus teòric i filosòfic. Com a responsable de Madrono, revista de la "California Botanical Society", pogué difondre i debatre públicament les seves idees, i s'implicà en un grup de biòlegs i altres científics que encetaren discussions i activitats interdisciplinàries que acabarien originant el grup de biosistematistes de la San Francisco Bay Area, i de la mateixa ciència biosistemàtica. L'ecòleg Jean Langenheim començà a col·laborar amb Mason la dècada de 1950 i l'ajudà a traduir les seves idees -de vegades molt abstruses- a un llenguatge més entenedor; plegats publicaren “Language analysis and the concept environment” (1957) i “Natural selection as an ecological concept” (1961). El seu article del 1957, "The concept of the flower and the theory of homology", va ser una aguda crítica de la "teoria del teloma". Poc abans de jubilar-se, Mason va ser un dels tres fundadors de l'"Elementary School Science Project", subvencionat per la National Science Foundation. Hom el reclamà de la jubilació perquè dirigís el projecte, una iniciativa que tindria un impacte important en l'ensenyament de la ciència als Estats Units. Mason presidí la Western Society of Naturalists, la Western Section of the Ecological Society of America, la Regional Parks Association, la California Botanical Society, i l'American Society of Plant Taxonomists. El volum setze de la revista Madrono li està dedicat. És reconegut com a autoritat taxònomica amb l'abreviatura H.Mason.
El seu fill, David Mason, va ser professor del Fairhaven College de la Western Washington University.